# Elevation (película)
Elevation es una película estadounidense de suspenso y acción postapocalíptica de 2024 dirigida por George Nolfi y escrita por Kenny Ryan y Jacob Roman. Está protagonizada por Anthony Mackie, Morena Baccarin y Maddie Hasson.
Elevation se estrenó en Estados Unidos el 8 de noviembre de 2024.

## Sinopsis
Un padre soltero y dos mujeres deben aventurarse desde la seguridad de su hogar para enfrentarse a criaturas monstruosas para salvar la vida de un niño.

## Argumento
Tres años antes de los acontecimientos de la película, misteriosos depredadores de la cúspide, llamados Segadores, emergieron de sumideros subterráneos y exterminaron a la humanidad, con un 95% de muertos en el primer mes. Los sobrevivientes viven en comunidades aisladas a 2439 metros (8000 pies) o más sobre el nivel del mar, elevaciones a las que las criaturas no se aventuran.
El Refugio Lost Gulch en Front Range, Colorado, es el hogar de Will, un padre soltero, y su hijo Hunter, quien padece una enfermedad pulmonar. Will está atormentado por la muerte de su esposa Tara a manos de los Segadores durante una expedición con Nina, una científica, para descubrir sus debilidades. Tras meses de aislamiento, Hunter se frustra cada vez más al ver que las comunidades vecinas ahorran electricidad apagando las radios y usando banderas para comunicarse. Will se da cuenta de que se está quedando sin filtros de oxígeno para Hunter. A pesar de las advertencias de Nina de no ir a Boulder, Colorado, por más filtros, Will la convence de que lo acompañe para llegar a su antiguo laboratorio y encontrar la manera de eliminar a los Segadores.
Katie, amiga de Will, se une a ellos y entran en el Elba Fire Road, que los lleva a una mina por debajo de la línea de seguridad. Nina tiene una brújula que inventó y que puede detectar a un Segador cercano gracias a sus fuertes pulsos bioelectromagnéticos. Ellos recolectan provisiones por el camino, incluyendo un lanzagranadas, y siguen el camino que los lleva a una antigua estación de esquí. Un Segador los ve, pero Will enciende los generadores de emergencia del telesilla, lo que permite al grupo escapar por poco del Segador por encima de la línea de seguridad. Ellos descansan en la antigua cabaña, donde Nina explica que los Segadores no comen ni duermen, teorizando que no son criaturas biológicas.
A la mañana siguiente, el grupo llega a un antiguo túnel minero que Will conoce de su época de minero; sin embargo, los niveles inferiores de la mina se encuentran por debajo de la línea de seguridad, y si entran, la brújula de Nina no les advertirá de la presencia de Segadores cercanos, ya que no funciona bajo tierra. Al entrar en las minas, descubren que el nivel superior a la línea de seguridad fue soldado durante la invasión inicial, lo que los obligó a acceder a los niveles inferiores. Un Segador ataca entonces al grupo, y sus tentáculos matan a Katie. Nina y Will logran escapar y regresar a la superficie, por encima de la línea de seguridad.
Nina quiere regresar a su laboratorio por su reserva de óxido de magnesio, con la hipótesis de que las escamas impenetrables del Segador producen mecanismos de defensa magnéticos y que si una de las balas está mezclada con un mineral de magnesio, penetrará y matará a la criatura por combustión interna. Se dirigen a Boulder y logran encontrar filtros de oxígeno en un hospital abandonado. Un Segador los ataca, pero Will dispara a los botes de gas para detenerlo, lo que les da tiempo suficiente para escapar. Will quiere volver con su hijo, pero Nina lo convence de que la ayude a regresar a su antiguo laboratorio en el Departamento de Energía de los Estados Unidos. Will se entera de que Nina perdió a su familia en un ataque de un Segador. Nina deja que Will vuelva con su hijo mientras investiga cómo matar a las criaturas. Después de varios intentos, Nina mata con éxito a un Segador que irrumpe en el laboratorio con una bala mezclada con una mezcla de cobalto y magnesio.
Will se va en una camioneta, pero se estrella, lo que lo obliga a correr hacia la línea de seguridad mientras lo persiguen los Segadores. Los Segadores lo acorralan, pero Nina llega justo a tiempo y los mata con sus balas de Co/Mg, provocando que exploten por combustión interna al impactar. Ellos se dan cuenta de que los Segadores no son biológicos, sino máquinas construidas con tecnología alienígena avanzada, lo que confirma la teoría de Nina.
Ellos regresan a Lost Gulch y Will se reúne con Hunter. Nina iza una bandera pirata para las comunidades cercanas de las Montañas Rocosas, lo que significa que un Segador ha sido asesinado. Las comunidades reanudan el contacto por radio y comienzan a armarse con balas recubiertas de Co/Mg para luchar contra los Segadores.
Algún tiempo después, Nina mira a través de un telescopio con Will a su lado mientras tres "meteoritos" verdosos entran en órbita.

## Reparto
- Anthony Mackie como Will
- Morena Baccarin como Nina
- Maddie Hasson como Katie
- Shauna Earp como Hannah, una habitante del pueblo.
- Rachel Nicks como Tara, la difunta esposa de Will.
- Danny Boyd Jr. como Hunter, el hijo de Will y Tara.
- Tyler Grey como Tim

## Producción
En octubre de 2022, se anunció que se estaba desarrollando una película de suspenso de acción postapocalíptica titulada Elevation, con George Nolfi contratado para dirigir y Kenny Ryan y Jacob Roman escribiendo el guion. Anthony Mackie, Morena Baccarin y Maddie Hasson iban a protagonizar el filme. En mayo de 2024, Vertical adquirió los derechos de la película.

### Rodaje
La fotografía principal comenzó en noviembre de 2022, en Colorado, y finalizó a fines de marzo de 2023.

## Estreno
Elevation se estrenó en Estados Unidos el 8 de noviembre de 2024.